# HD157779
HD157779 — хімічно пекулярна зоря спектрального класу B9, що має видиму зоряну величину в смузі V приблизно  4,5.
Вона  розташована на відстані близько 401,7 світлових років від Сонця.

## Фізичні характеристики
Зоря HD157779 обертається 
досить швидко 
навколо своєї осі. Проєкція її екваторіальної швидкості на промінь зору становить  Vsin(i)= 75км/сек.

## Пекулярний хімічний склад
Зоряна атмосфера HD157779 має підвищений вміст 
Si
.